# Anicet Turinay
Anicet Turinay, né le 18 avril 1945 à Gros-Morne (Martinique), est un instituteur et homme politique français.

## Biographie
Instituteur de profession, Anicet Turinay est élu conseiller général du canton de Gros-Morne en 1982 puis maire de Gros-Morne l'année suivante. Il est aussi président de l'association des maires de Martinique durant plusieurs années.
Le 28 mars 1993, il devient député de la 1re circonscription de la Martinique et siège dans le groupe RPR. Il est réélu en juin 1997. Cependant, il est battu au second tour des législatives de 2002 par le socialiste Louis-Joseph Manscour.
Il est par ailleurs conseiller régional de la Martinique de 2004 à 2010.
En 1998, il fonde avec le président de la fédération départementale de l'UDF Miguel Laventure, le mouvement des Forces Martiniquaises de Progrès (FMP), classé à droite et proche de l'UMP.

## Détail des fonctions et des mandats
Mandats parlementaires
- 2 avril 1993 - 18 juin 2002 : Député de la 1re circonscription de la Martinique

Mandats locaux
- 14 mars 1982 - 11 mars 2001 : Conseiller général du canton de Gros-Morne
- 6 mars 1983 - 16 mars 2008 : Maire de Gros-Morne
- 2004 - 2010 : Conseiller régional de la Martinique